# Слэш (гитарист)
Сол Хадсон (англ. Saul Hudson, более известный по сценическому псевдониму Слэш (англ. Slash); род. 23 июля 1965 года) — американский рок-музыкант британского происхождения. Наиболее известен как гитарист американской хард-рок-группы Guns N’ Roses, с которой он добился всемирного успеха в конце 1980-х и начале 1990-х годов. В поздние годы своего участия в Guns N’ Roses сформировал сайд-проект Slash's Snakepit. Позднее он стал сооснователем группы Velvet Revolver (с 2002), участие в которой восстановило его в ранге исполнителей первого эшелона середины 2000-х. С тех пор Слэш выпустил четыре сольных альбома: Slash (2010), записанный совместно с приглашёнными звёздными музыкантами, Apocalyptic Love (2012), World on Fire (2014) и Living The Dream (2018), который он записал совместно с певцом и гитаристом Майлзом Кеннеди из Alter Bridge вместе с ритм-секцией, состоящей из Брента Фитца и Тодда Кернса, известных по альбому как The Conspirators. Однако в 2016 году он вернулся в Guns N’ Roses после продолжительной размолвки с солистом группы Экслом Роузом. Входит в список «100 величайших гитаристов всех времён по версии журнала Rolling Stone» 2011 года.

## Биография
Сол Хадсон родился в 1965 году в Хампстеде в семье белого англичанина и чернокожей американки, оба работали в шоу-бизнесе. Вопреки распространённому мнению, его отец не был евреем. Мать была дизайнером сценических костюмов Дэвида Боуи, а отец создавал обложки пластинок таких музыкантов, как Нил Янг и Джони Митчелл. В 6 лет переезжает с матерью в США, отец остаётся в Англии. В середине 1970 года посещал Среднюю школу Беверли-Хиллз и воспитывался бабушкой, так как родители были в разводе, а маме было далеко не до Сола.
В 15 лет бабушка подарила ему первую акустическую гитару, на которой была всего одна струна. Вскоре вместе со Стивеном Адлером основал первую группу The Road Crew. Потом Слэш познакомился с Экслом Роузом. Слэш (соло гитара), Дафф Маккаган (бас), Иззи Стрэдлин (ритм гитара), Эксл Роуз (вокал) и Стивен Адлер (ударные) образовали группу Guns N’ Roses. Слэш становится одним из лидеров группы. В 1987 году альбом «Appetite for Destruction» поднимается на первые места во многих хит-парадах. Грандиозный успех имели и два других альбома 1991 года: Use Your Illusion I и II. Но в 1993 году у Слэша и Эксла Роуза происходит разрыв, и он покидает Guns N’ Roses. В 1994 году Слэш создаёт группу Slash's Snakepit. В 1995 году группа выпускает альбом It’s Five O’Clock Somewhere. После перерыва, во время которого Слэш основывал блюз-кавер-группу Slash’s Blues Ball (1996—1998), в 2000 году Slash’s Snakepit выпускают альбом Ain’t Life Grand. Группа отправилась в тур в котором играла на разогреве у AC/DC. От старого состава в Snakepit остался только Слэш.

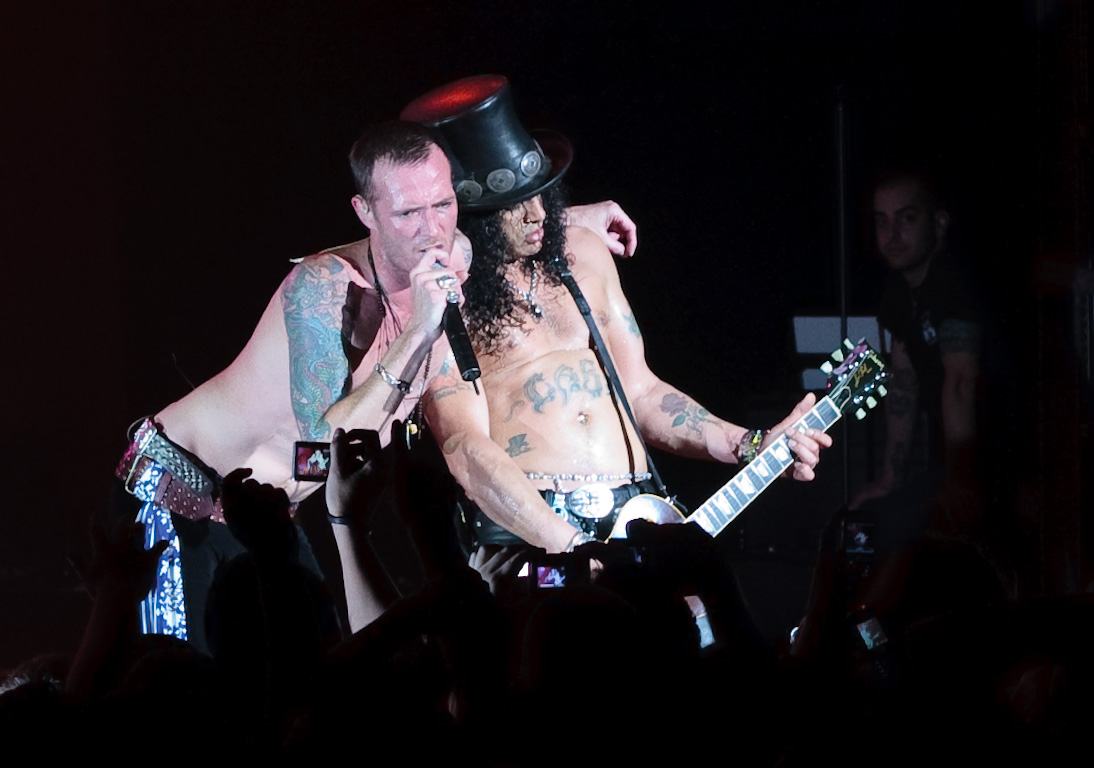
Слэш и Скотт Уайланд на концерте Velvet Revolver в Лондоне, 2008 год.

В 2002 году Слэш воссоединился с Даффом Маккаганом и Мэттом Сорумом для концерта памяти Рэнди Кастильо. Понимая, что у них все ещё была химия с их дней в Guns N’ Roses, они решили сформировать новую группу вместе. Бывший гитарист Guns N’ Roses Иззи Стрэдлин был первоначально вовлечён, но ушёл после того, как другие решили найти вокалиста. Дэйв Кушнер, который ранее играл с Маккаганом в группе Loaded, затем присоединился к группе на ритм-гитаре. В течение многих месяцев они искали вокалиста, слушая предлагаемые демозаписи, монотонный процесс, записанный VH1. В конечном счёте к группе присоединился бывший вокалист Stone Temple Pilots Скотт Уайланд.
В 2003 году Velvet Revolver отыграли несколько концертов в течение лета и выпустили свой первый сингл, Set Me Free. В июне 2004 года они выпустили свой дебютный альбом, Contraband, который дебютировал на первой строчке в американском чарте и разошёлся тиражом в 2 млн копий, восстановив Слэша как мейнстрим исполнителя.
Слэш также неоднократно выступал вместе с Элисом Купером, Оззи Осборном, Майклом Джексоном, Заком Вайлдом.
В 2010 году Slash выпустил сольный альбом. В записи принимали участие: Оззи Осборн, Лемми, Дэйв Грол, Кид Рок, М. Шэдоус, Игги Поп, Элис Купер и многие другие.
Долгое время у него был следующий сценический образ: шляпа «цилиндр», длинные чёрные кудрявые волосы и очки, сигарета в зубах, узкие кожаные штаны, а также голубая бандана в заднем правом кармане штанов.
Играет преимущественно на гитарах Gibson модели Les Paul, являясь большим коллекционером этих гитар, самая старая из которых 1959 года выпуска. В арсенале Слэша около 10 именных гитар, сделанных фирмой Gibson исключительно для него.
В 2012 году Слэш получил почётную премию «Икона Kerrang!» от одноименного британского издания.
22 мая 2012 Slash в сотрудничестве с Майлзом Кеннеди (соавтор песен), Тоддом Кернзом и Брентом Фитзом выпустил свой второй сольный альбом Apocalyptic Love.
15 сентября 2014 года вышел альбом World on Fire, в записи которого так же приняли участие вокалист Майлз Кеннеди и группа «The Conspirators».
В 2016 году Слэш вернулся в Guns N’ Roses, после продолжительной размолвки с солистом группы Экслом Роузом.

## Признание и культурное наследие
17 января 2007 года Слэш был удостоен звезды на аллее рок-славы; его имя было помещено рядом с Джимми Пэйджем, Эдди Ван Халеном и Джими Хендриксом. 10 июля 2012 года Слэш получил звезду на голливудской «Аллее славы» напротив Hard Rock Cafe.

## В кино
Вместе с другими участниками Guns N’ Roses Слэш появился в эпизоде фильма «Смертельный список» 1988 года, а также сыграл эпизодическую роль в восемнадцатой серии второго сезона сериала «Управление гневом». Принял участие в 6 сезоне сериала «Байки из склепа».
Присутствовал в серии «Спортивная ассоциация наркозависимых детей» мультсериала «Южный Парк», в большей мере как пародия на несуществование Санта-Клауса.
Слэш снялся в роли самого себя в документальном фильме Лемми (2010)
Присутствовал в одном из музыкальных номеров полнометражного мультфильма Финес и Ферб: Покорение второго измерения.

## Дискография

### Guns N’ Roses
- Appetite for Destruction (1987)
- G N’ R Lies (1988)
- Use Your Illusion I (1991)
- Use Your Illusion II (1991)
- The Spaghetti Incident? (1993)

### Slash’s Snakepit
- It’s Five O’Clock Somewhere (1995)
- Ain’t Life Grand (2000)

### Velvet Revolver
- Contraband (2004)
- Libertad (2007)

### Соло
- Slash (2010)
- Made in Stoke 24/7/11 (2011)
- Apocalyptic Love (2012)
- World on Fire (2014)
- Live At The Roxy 25.9.14 (2015)
- Living the Dream (2018)
- 4 (2022)
- Orgy of the Damned (2024)